# Pandolfo Masca
Pandolfo Masca ou Pandolphe de Pise (né en 1101 à Lucques (ou Pise) en Toscane et mort en 1201 à Lucques) est un cardinal italien du XIIe siècle.

## Biographie
Pandolfo Masca est chanoine à Lucques à partir de 1171.
Le pape Lucius II le crée cardinal lors d'un consistoire en décembre 1182. Le cardinal Masca est envoyé en Toscane pour chercher la paix entre Gênes et Pise, mais sans succès. Il est envoyé à Toscane pour d'autres missions, notamment pour soutenir les communes contre la domination impériale.
En 1200 il est cardinal protoprêtre. Masca est l'auteur des Vies des Papes de Saint Pierre à Innocent III.
Le cardinal Masca participe à l'élection d'Urbain III en 1185, de Grégoire VIII et de Clément III en 1187, de Célestin III en 1191 et d'Innocent III en 1198.